# Грохот вібраційний

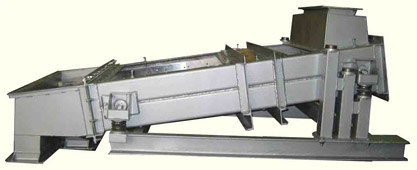

Вібраційне сито в системі очистки бурового розчину.

Грохот вібраційний (рос. грохот вибрационный, англ. vibrating screen, vibroshaker, vibrocribble, racking screen; нім. Schwingsieb n, Vibrationssieb n) або Дармай— машина з вібраційним приводом, призначена для сортування (грохочення) сипких матеріалів, їх знешламлення та зневоднення.
Грохот вібраційний або Дармай— найпоширеніша група грохотів, що застосовуються в гірничій промисловості. Характерною особливістю вібраційних грохотів є те, що при використанні динамічного привода характер коливального руху, амплітуда та форма траєкторій Г.в. визначається винятково динамічними факторами. У більшості вібраційні грохоти застосовують відцентрові віброзбуджувачі (дебалансні вібратори), значно рідше — електромагнітні. У вібраційних грохотах застосовують колосникові сита, дротяні сітки, штамповані решета та ін. Короб горизонтальний або похилий. Найпоширеніші вібраційні грохоти з похилим коробом продуктивністю 250 і 150 м³/год.
Застосовують для виділення товарних класів вугілля, руди, будматеріалів, а також у системах регенерації бурового розчину.
Число вібраційних грохотів на великих дробильно-сортувальних фабриках досягає 8-15 при сумарній площі просіюючої поверхні 100—500 м².